# Warkocznica królewska
Warkocznica królewska, eukomis królewski (Eucomis regia) – gatunek byliny należący do rodziny szparagowatych. Występuje dziko w południowej Afryce.

## Morfologia
Kwiaty entomogamiczne, zebrane w długie zbite grona, w kolorach od kremowego do różowego, z zielonawym odcieniem, zakończone od góry pękiem liści.

## Zastosowanie
Roślina ozdobna: uprawiana także w Polsce, wymaga bardzo ciepłych stanowisk, w pełnym słońcu, np. pod murem czy ścianą domu.